# Oliva fulgurator
Oliva fulgurator is een slakkensoort uit de familie van de Olividae. De wetenschappelijke naam van de soort is voor het eerst geldig gepubliceerd in 1798 door Röding.